# The Flapper
The Flapper ist eine US-amerikanische Stummfilm-Komödie aus dem Jahr 1920 mit Olive Thomas in der Hauptrolle. Der Film, bei dem Alan Crosland Regie führte, war der erste in den Vereinigten Staaten, der den Stil der Flapper porträtierte.

## Handlung
Die sechzehnjährige Genevieve 'Ginger' King lebt in einer wohlhabenden Familie in der langweiligen Stadt Orange Springs in Florida, wo es bereits als skandalös gilt, mit einem Jungen einen Soft Drink zu trinken. Aufgrund ihres fragwürdigen Verhaltens und ihrer Suche nach einem aufregenden Leben entschließt sich ihr Vater, sie auf das Internat Mrs. Paddles’ School for Young Ladies in Lake Placid zu schicken, das von der strengen Mrs. Paddles geleitet wird.
Trotz der dort herrschenden Strenge haben die Mädchen Spaß am Flapper-Lebensstil, der auch das Flirten beinhaltet. Der ältere Mann Richard Channing kommt jeden Tag am Internat vorbei und löst bei den Schülerinnen romantische Fantasien aus. Als Ginger mit Channing eine Schlittenfahrt unternimmt, lügt sie über ihr Alter und behauptet „etwa zwanzig“ zu sein. Schnell verliebt sich Ginger in ihn. Ginger gerät bald in Schwierigkeiten mit der Schulleitung, da sie sich in den örtlichen Country Club schleicht, in dem Channing eine Party feiert. Ihre Mitschülerin Hortense, die als „eine Motte unter Schmetterlingen“ beschrieben wird, hatte die Schulleiterin darüber informiert. Ihr Motiv war dabei, ohne von der Schulleiterin gestört zu werden, den Schultresor ausrauben zu können und anschließend mit ihrem Freund Thomas Morran zu fliehen. Aufgrund eines ungenau formulierten Hinweises, den sie erhält, besucht Ginger auf dem Rückweg von der Schule ein Hotel in New York City, in dem sich Hortense und Thomas aufhalten. Sie bringen sie dazu, Koffer mit gestohlenen Wertsachen wie ausgefallener Kleidung und Schmuck zur Aufbewahrung mitzunehmen.
Da Ginger weiß, dass Channing mit einer Yacht nach Orange Springs fährt, entschließt sie sich, die Kleidung und den Schmuck zu nutzen, um sich bei ihrer Rückkehr als reifere, gut gekleidete, „erfahrene Frau“ zu präsentieren. Ihr Plan schlägt jedoch fehl und ihr Vater denkt, dass sie lügt, als sie behauptet, es handele sich um einen Scherz.  Dann tauchen Ermittler auf und wollen wissen, warum sie die Beute gestohlen hat und sowohl ihr Bewunderer Bill als auch Channing halten sie für eine böse Frau. Daraufhin tauchen Hortense und ihr Freund in Orange Springs auf, um ihre Beute zurückzubekommen. Ihre anschließende Gefangennahme durch die Polizei erlöst Ginger und stellt ihr Ansehen wieder her.
Die Ereignisse im Leben von Ginger King und einer anderen Person werden am Ende des Films in Form einer (nicht fiktionalen) Wochenschau dargestellt.

## Produktion
- Frances Marion schrieb das Drehbuch, welches den Ausdruck „Flapper“ in den 1920ern der Vereinigten Staaten populär machte.[2]
- Olive Thomas trat nach ihrem Auftritt in The Flapper lediglich in zwei weiteren Filmen auf, bevor sie im September 1920 in Paris starb.[3]

## Veröffentlichung
- The Flapper ist mittlerweile gemeinfrei und kann somit ohne Einschränkungen genutzt werden.[1][4]
- 2005 wurde The Flapper von Milestone Collection als Teil der The Olive Thomas Collection auf DVD veröffentlicht.[5]